# Derby Tarnowa w piłce nożnej
Derby Tarnowa – derby piłkarskie rozgrywane pomiędzy najbardziej utytułowanymi i popularnymi klubami piłkarskimi z Tarnowa: Tarnovią i Unią. Rozgrywane od 1958 roku 46-krotnie: 42-krotnie w rozgrywkach ligowych i 4-krotnie w regionalnym Pucharze Polski.

## Kluby
| Porównanie klubów              | Porównanie klubów                                                                               | Porównanie klubów                     |
| ------------------------------ | ----------------------------------------------------------------------------------------------- | ------------------------------------- |
| Tarnovia Tarnów                |                                                                                                 | Unia Tarnów                           |
| 1909                           | rok założenia                                                                                   | 1928                                  |
| 11. m-ce w Ekstraklasie (1948) | najwyższa lokata ligowa                                                                         | 5. m-ce w II lidze (1994/95, 1995/96) |
| 1/8 finału (1954/55)           | najdalszy etap osiągnięty w Pucharze Polski                                                     | 1/2 finału (1968/69)                  |
| 1                              | liczba sezonów w Ekstraklasie                                                                   | 0                                     |
| 14 marca 1948                  | debiut w Ekstraklasie                                                                           | ---                                   |
| 7                              | liczba sezonów na drugim poziomie rozgrywkowym od 1949 (do 2008 II liga, od 2008 I liga)        | 14                                    |
| 2                              | liczba sezonów na drugim poziomie rozgrywkowym od 1946 do 1948 (krakowska Klasa A)              | b/d                                   |
| 11                             | liczba sezonów na drugim poziomie rozgrywkowym do 1939 (do 1936 Klasa A, od 1937 liga okręgowa) | 1                                     |
| 1927                           | debiut na drugim poziomie ligowym (do 1936 Klasa A, do 1939 liga okręgowa)                      | 1938                                  |
| V liga                         | obecny poziom ligowy (2023/24)                                                                  | III liga                              |
| Stadion Tarnovii               | stadion                                                                                         | Stadion Miejski w Tarnowie            |

## Pierwsze spotkania
Pierwsze spotkanie pomiędzy drużynami odbyło się we wrześniu 1931 roku z okazji uroczystości Legii Inwalidów - Oddział Tarnów (Tarnovia-Mościce 5-1). Kluby prawdopodobnie po raz pierwszy się spotkały w oficjalnych rozgrywkach w tarnowskiej Klasie B sezonu 1935/36 (ówczesny trzeci szczebel ligowy), a następnie w krakowskiej lidze okręgowej sezonu 1938/39 (ówczesny drugi szczebel ligowy), jednakże Unia Tarnów występowała wówczas pod nazwą TS Mościce. Mościce zostały przyłączone do Tarnowa dopiero w 1951 roku, więc nie były to derby Tarnowa. Podobnie Tarnovia i TS Mościce spotkały się w 1945.

## Bilans
| gospodarz | liczba spotkań | zwycięstwa Tarnovii | remisy | zwycięstwa Unii | bramki         |
| --------- | -------------- | ------------------- | ------ | --------------- | -------------- |
| Tarnovia  | 23             | 5                   | 8      | 10              | 21:17 dla Unii |
| Unia      | 23             | 3                   | 5      | 15              | 45:17 dla Unii |
| łącznie   | 46             | 8                   | 13     | 25              | 66:34 dla Unii |